# Сабатье, Пьер Жюстен
Пьер Жюстен Сабатье (фр. Pierre Justin Sabatier; 1792—1869) — французский нумизмат.
Служил в наполеоновской армии; после падения Империи участвовал в заговоре, имевшем целью её восстановление; был приговорён к смертной казни, но бежал; жил в Голландии, потом в России, где под руководством Рейхеля занялся нумизматикой.
К российскому периоду работы Сабатье относятся труды:
- Иконография коллекции из пяти тысяч римских, византийских и кельтиберских медалей (фр. Iconographie d'une collection choisi de cinq mille médailles Romaines, Byzantines et Celtibériennes). — СПб., 1847; 2-е изд. — Paris, 1856,
- Керченские находки и хронология Боспорского царства (фр. Souvenirs de Kertsch et chronologie du royaume de Bosphore). — СПб., 1849,
- Производство золота, серебра и меди у Древних и монетные дворы Римской и Византийской империй (фр. Production de l’or, de l’argent et du cuivre chez les Anciens et Hôtels monétaires des empires Romain et Byzantin). — СПб., 1850 (вместе с сыном),
- Сабатье П. П. Керчь и Воспор : Замечания о керченских древностях и опыт хронологии царства Воспорского. — СПб.: иждивением Археол. о-ва, 1851. — 147 с.[1]

Среди более поздних трудов Сабатье выделяется «Общее описание византийских монет, отчеканенных при восточных императорах начиная с Аркадия и вплоть до взятия Константинополя Мехметом II» (фр. «Description generale des monnaies byzantines frappées sous les empereurs d'Orient depuis Arcadius jusq'a la prise de Constantinople par Mahomet II»; Париж—Лондон, 1862, в 2 томах, переиздан в 1930 в Лейпциге).
Коллекция византийских монет, собранная Сабатье, находится в Эрмитаже.